# Chagasia fajardi
Chagasia fajardi är en tvåvingeart som först beskrevs av Lutz 1904.  Chagasia fajardi ingår i släktet Chagasia och familjen stickmyggor. Inga underarter finns listade i Catalogue of Life.